# Mortaio (arma)

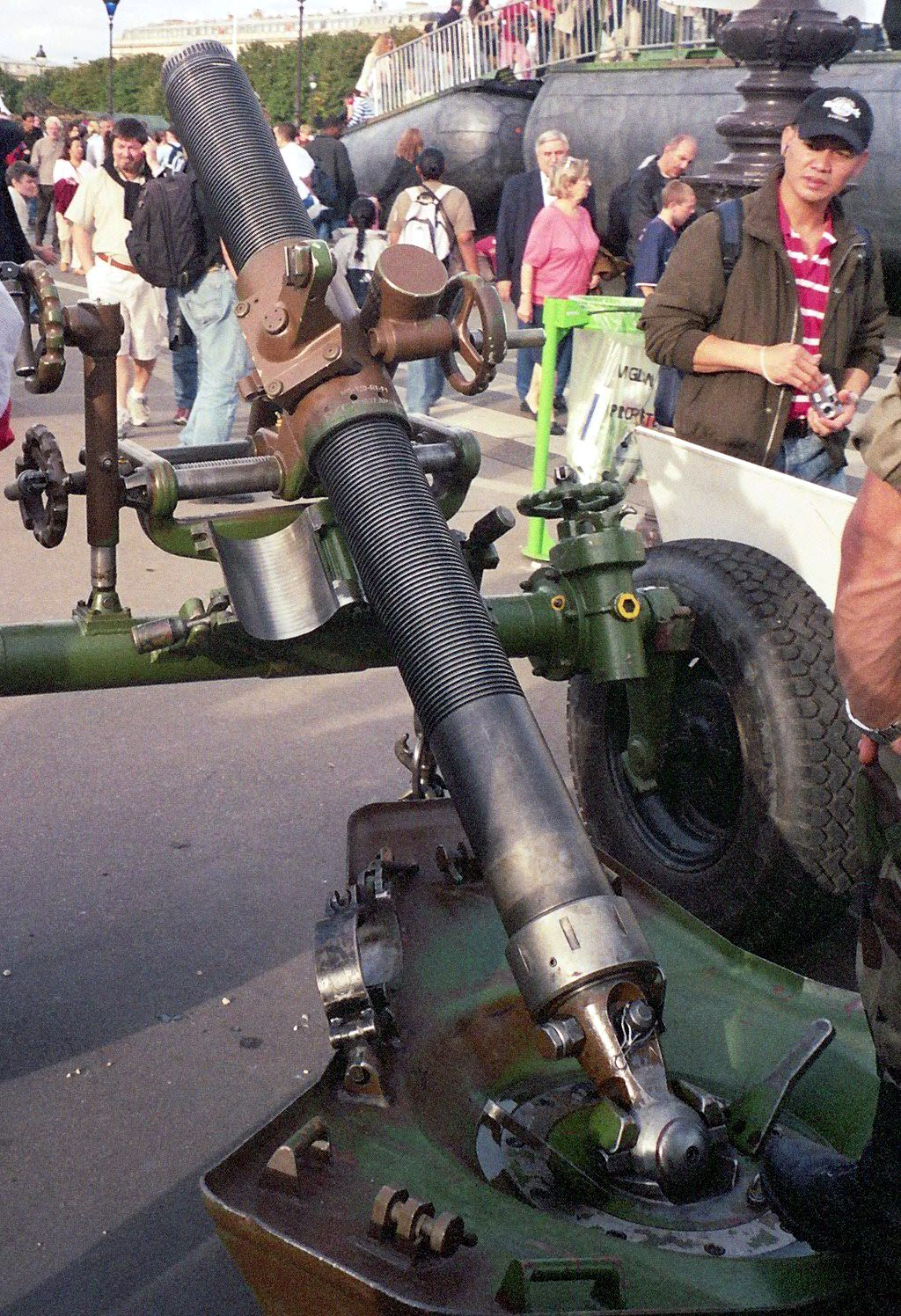
Un mortaio francese Thomson-Brandt MO 120 RT61 a canna rigata da 120 mm

Il mortaio è un pezzo di artiglieria a tiro curvo (l'angolazione della canna è sempre superiore ai 45°) utilizzato per l'appoggio di fuoco indiretto tramite il lancio di bombe a bassa velocità e per battere obiettivi che non possono essere colpiti dal tiro di pezzi d'artiglieria a tiro diretto, in quanto posti dietro ostacoli verticali. Tipicamente, la lunghezza della canna è inferiore a 15 volte il calibro, ma esistono eccezioni.
Normalmente, il mortaio è l'arma utilizzata per il proprio supporto di fuoco dalle unità di fanteria.
È semplice da realizzare, essendo costituito essenzialmente da una canna e da una piastra di supporto, ed inoltre è semplice da utilizzare e permette una notevole cadenza di tiro, dato che il proiettile viene caricato direttamente dalla bocca dell'arma.

## Storia

### L'età moderna e la bombarda
Le prime armi da fuoco che si svilupparono in Europa, con la scoperta della polvere da sparo, non erano portatili: i metodi di costruzione erano artigianali e prevedevano una base di legno su cui fissare la canna. Questa era costituita essenzialmente da un "tubo" ottenuto per fusione di bronzo o da una serie di "listelli" di ferro battuto accostati uno di fianco all'altro secondo la loro lunghezza e mantenuti uniti da cerchi (anch'essi in ferro) esterni che premevano sulle barre lungo la circonferenza interna dei cerchi stessi.
Le canne così ottenute erano aperte ad entrambe le estremità, ma dovendo esserne aperta solo una per costituire la "bocca" da cui sarebbe uscito il proiettile, l'estremità posteriore veniva chiusa in vari modi, a volte semplicemente con la base di legno (in questo caso di forma opportuna) che ostruiva tale apertura, altre volte fissando un coperchio metallico a forma di barilotto, od ancora appoggiando il barilotto (stavolta a forma di "boccale di birra" con tanto di "maniglia") che rimaneva in sede grazie alla forma della base di legno, lasciandolo però libero di essere tolto con un movimento verticale, per poter essere di volta in volta "caricato" inserendovi la carica di polvere nera ed il proiettile. In quest'ultimo caso l'arma non era ad avancarica, bensì a retrocarica e potevano essere a disposizione più "barilotti" precedentemente caricati per ottenere una ripetizione del colpo più celere.
In questo periodo (siamo agli albori delle armi da fuoco: XIV secolo) le guerre erano ancora combattute con schieramenti di uomini dotati di armi bianche (lance, spade, alabarde, mazze, ecc.), per cui le prime armi utilizzanti la polvere da sparo venivano usate soprattutto durante gli assedi ai castelli ed alle piazzeforti: questo portò ben presto a sviluppare "cannoni" dal tiro molto curvo, più adatti a colpire la parte superiore delle mura avversarie (le bombarde) o a lanciare proiettili oltre le mura stesse (i mortai), lasciando ai vari tipi di cannoni dal tiro più teso (chiamati falconetti, colubrine, cannoni e basilischi, secondo il calibro crescente del proiettile lanciato) il compito di demolire le parti basse delle mura.

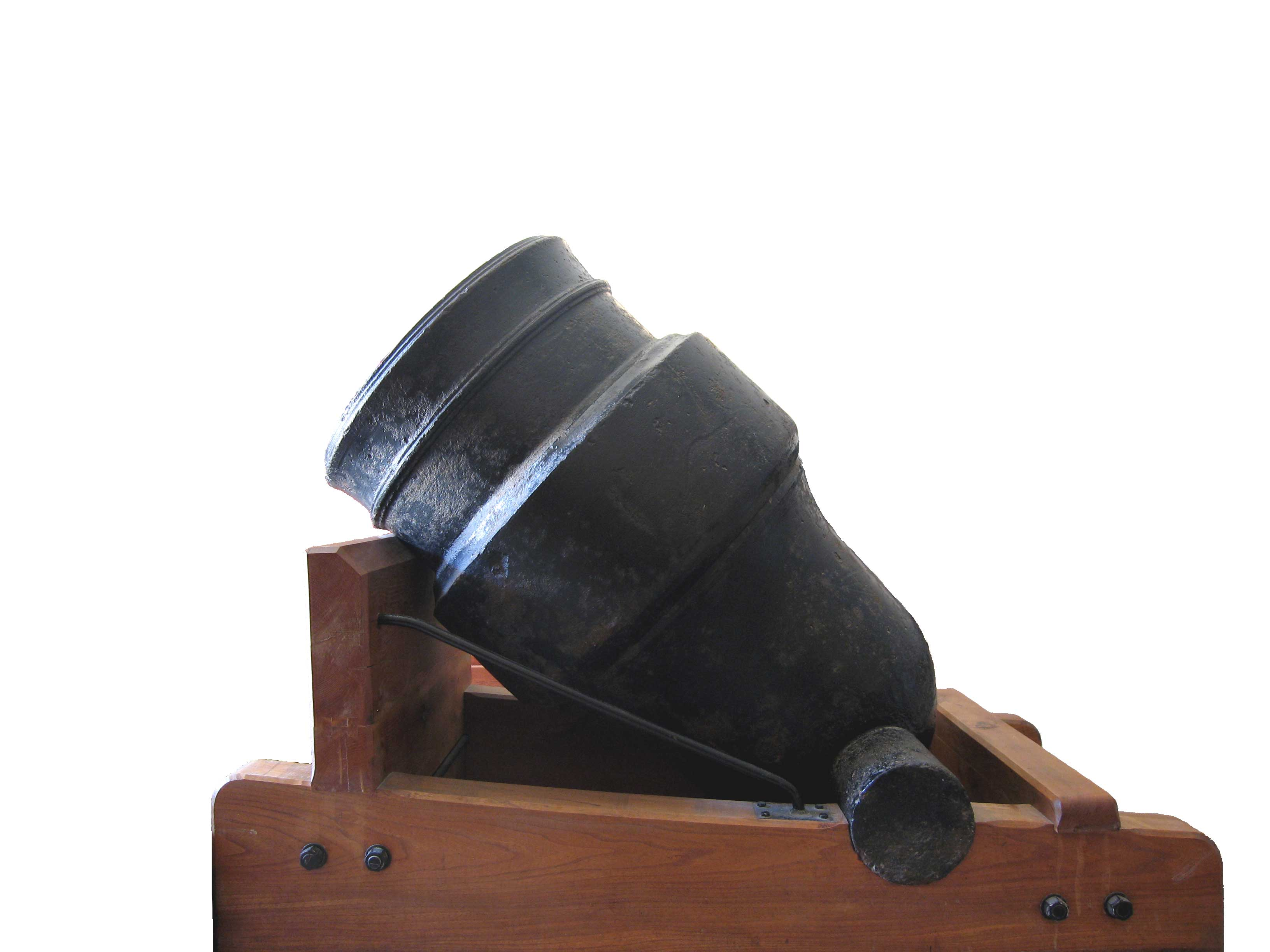
Riproduzione di mortaio russo della prima metà del XIX secolo che ricalca ancora le forme di mortai di periodi precedenti

Per ottenere un tiro molto più curvo, gli artigiani del tempo (inizi del XV secolo) compresero che occorreva lanciare un proiettile a velocità bassa con una grande angolazione verso l'alto: una volta raggiunto l'apice della propria traiettoria, il proietto sarebbe ricaduto quasi in verticale sugli avversari.
Il metodo per ottenere questo risultato fu quello di costruire armi da fuoco con una canna molto corta (1,5 o 2 volte il calibro del proiettile) già fissata alla propria base con la bocca rivolta verso l'alto: non perfettamente in verticale per evitare che la palla sparata tornasse a colpire il pezzo ed i suoi serventi, bensì con grande inclinazione per far giungere verticalmente il colpo verso il nemico.
Una canna così corta si poteva costruire mediante un'unica colata di bronzo ed il risultato aveva l'aspetto che ricordava un mortaio, l'utensile a forma di recipiente che viene ancora oggi usato per sminuzzare e polverizzare varie materie tramite l'uso di un pestello (sia in cucina che in campo farmaceutico). Da qui il nome.
Sia la bombarda che il mortaio erano a tiro curvo e spesso le caratteristiche dell'uno si confondevano con quelle dell'altro, tanto da diventare quasi sinonimi in determinati periodi storici.
Con la canna fissata alla base di legno, per variare la gittata del colpo occorreva regolare la quantità di polvere della carica di lancio o variare la distanza dal bersaglio avvicinandosi od allontanandosi da esso, ma all'inizio del XVI secolo cominciarono ad apparire i primi sistemi di elevazione. Fissando la base della canna con un perno si poteva variare l'elevazione mettendo una zeppa di legno a sostegno della canna stessa: più si avvicinava la zeppa verso la parte posteriore della canna, più quest'ultima si inclinava innalzando la propria bocca: in questo modo si riusciva a variare la gittata del proiettile con una data carica di lancio. 
Comparvero anche le ruote applicate alle basi di legno di supporto e quindi i primi carriaggi per il traino tramite animali.

### Il XIX secolo
Eccezion fatta per i metodi costruttivi che miglioravano le tolleranze di lavorazione, diminuendo il "vento" (distanza tra le pareti interne della canna e la superficie esterna del proietto, dalla quale fuoriusciva parte dei gas creati durante l'esplosione dovuta all'accensione della polvere, con conseguente perdita di gas e di velocità da parte del proiettile, oltre ad avere scarsa precisione per le elevate perturbazioni del flusso di gas stesso) e rendendo possibile una standardizzazione dei pezzi e dei proietti (a partire dai primi del XVIII secolo), la struttura dei mortai rimase pressoché invariata fino alla prima metà del 1800, quando, grazie all'industrializzazione, si ebbe una prima grande variazione.

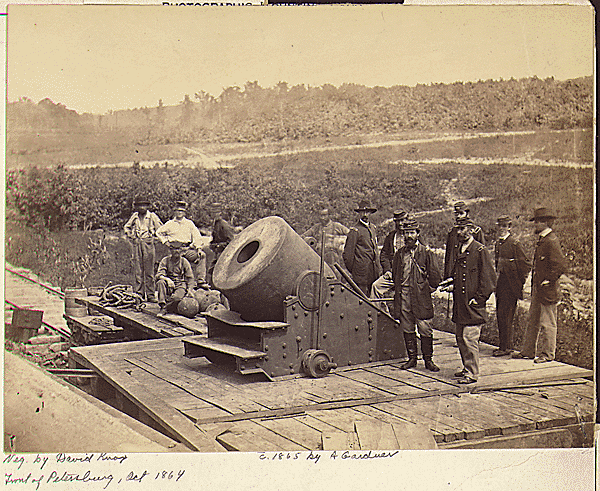
Mortaio durante la guerra di secessione americana (1864)

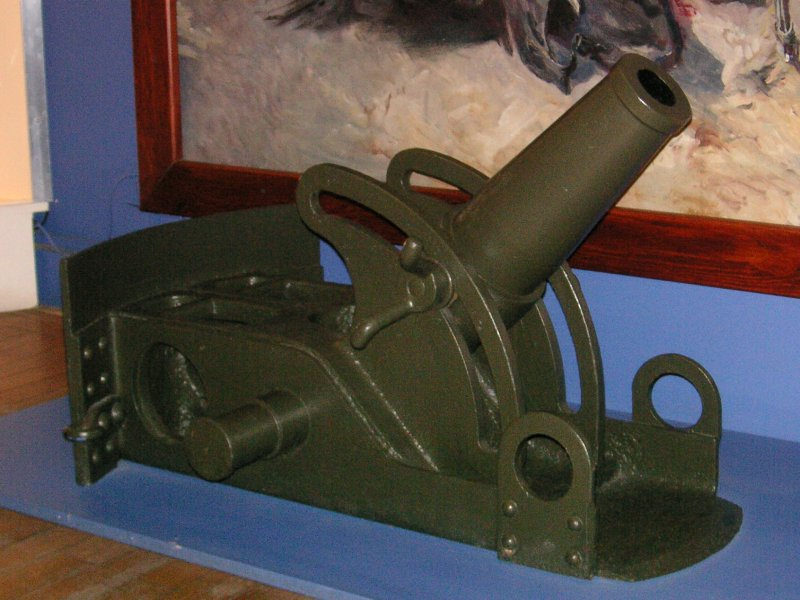
Mortaio da trincea francese della prima guerra mondiale

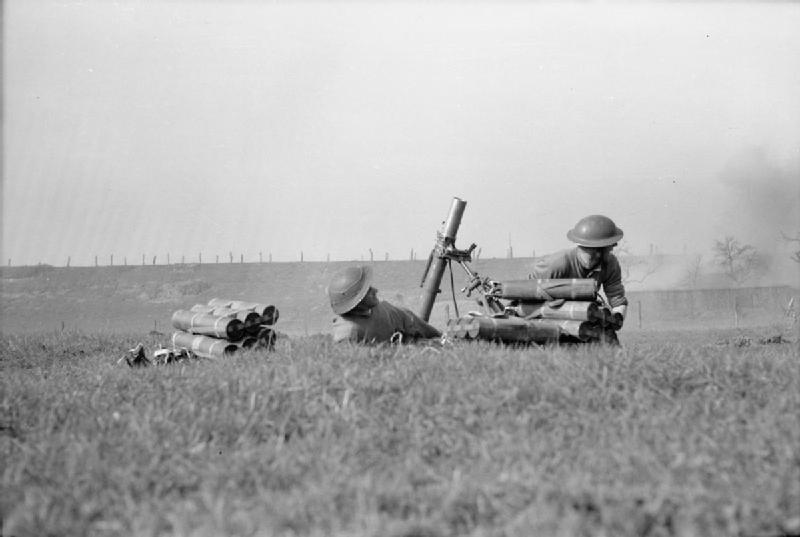
Mortaio inglese in azione durante la seconda guerra mondiale

A partire da quegli anni si ebbe la creazione delle canne per "foratura dal pieno" tramite trapanatura.
Inoltre si cominciarono ad usare proiettili cilindro-ogivali o cilindro-conici che necessitavano di un qualche sistema di stabilizzazione del proprio volo: fu nel 1853 che cominciarono ad apparire i primi mortai a canna rigata, con impiego degli stessi in operazioni di assedio durante la Guerra di Crimea (1854-1856) assieme a mortai di grandi dimensioni.
Le pareti delle canne aumentarono di spessore per poter aumentare la carica di lancio e permettere il lancio di proietti di maggiori dimensioni (e maggior peso) sempre caricati dalla bocca. Durante la guerra di secessione americana (1861 - 1865) vennero utilizzati mortai da assedio e da piazzaforte di grandi dimensioni, mentre nella Guerra franco-prussiana del 1870, i Prussiani utilizzarono mortai pesanti a canna rigata.

### Il XX secolo
Fu durante la prima guerra mondiale che nacque l'antenato dei mortai da fanteria del XX secolo. Nel 1915 infatti Sir Wilfred Stokes realizzò il prototipo dell'omonimo mortaio, costituito da una canna assai più corta e leggera rispetto ai mortai da assedio generalmente in uso.
Questa canna poggiava direttamente sul terreno tramite l'interposizione di una piastra metallica rettangolare che aumentava l'area del terreno su cui si scaricava la forza di rinculo al momento dello sparo. Inoltre vi erano anche due bracci metallici che sostenevano anteriormente la canna a cui erano fissati tramite un collarino metallico.
La più importante innovazione fu però l'utilizzare un proiettile cilindrico con punta ogivale, in fondo al quale aveva inserito una cartuccia da fucile col fondello rivolto in basso, mentre all'interno della canna, sul fondo, era presente un percussore fisso: inserendo il proiettile con l'ogiva in alto dalla bocca della canna, questo cadeva lungo l'anima della stessa per gravità e percorsa la sua lunghezza, la capsula d'innesco presente nella cartuccia colpiva il percussore fissato sul fondo della canna, innescando la carica di lancio presente nel bossolo che era sufficiente a far partire la bomba.
In quel periodo, anche i tedeschi svilupparono un'arma, chiamata "minenwerfer" (letteralmente "lanciatore di mine"), che replicava la forma dei mortai del tempo ma con dimensioni decisamente più contenute. Venne prodotta in tre versioni: con calibro da 25 cm, da 17 cm e da 7,58 cm ed erano tutti e tre a canna rigata sparanti un proietto con una banda preincisa con caricamento dalla bocca. Il modello da 7,58 cm, in particolare, sparava un proietto che conteneva anche la carica di lancio nella sua parte posteriore come nel caso del mortaio di Stokes, anche se la canna estremamente corta non permetteva al proiettile di cadere sul percussore con sufficiente forza da innescare la carica di lancio, per cui l'arma era dotata di un semplice percussore mobile a comando manuale per eseguire questo compito.

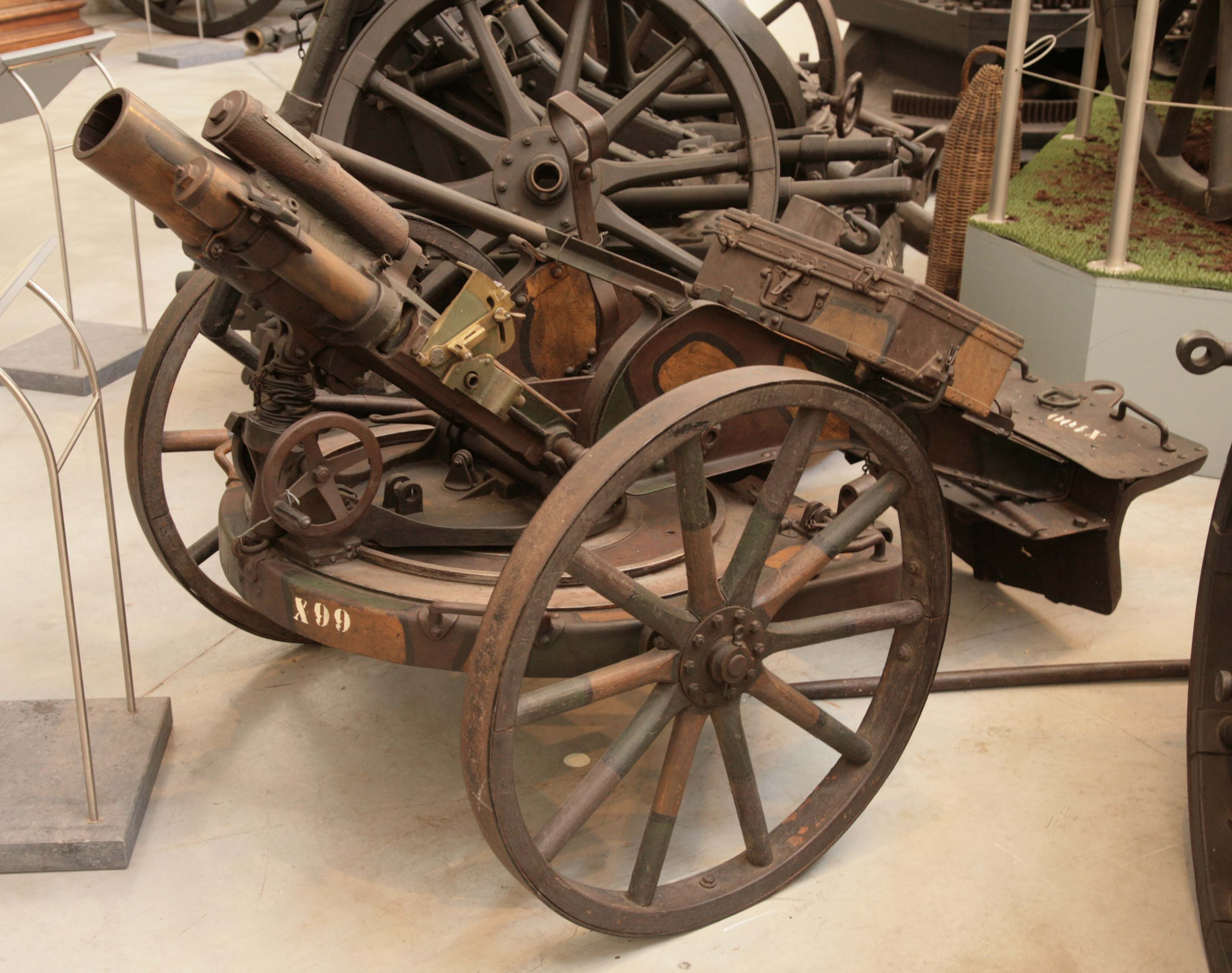
Un 7,58 cm Minenwerfer.

La prima guerra mondiale vide l'utilizzo sia dei soliti mortai di grandi dimensioni e grande calibro usati secondo le procedure tipiche dell'artiglieria, sia l'utilizzo di mortai più piccoli e leggeri distribuiti direttamente ai reparti di fanteria e da questi gestiti per il proprio supporto di fuoco. Proprio quest'ultimo utilizzo fu quello che maggiormente spinse lo sviluppo di queste armi. I grandi mortai di fine Ottocento si stavano rivelando sempre più inadatti all'evoluzione che stavano avendo le metodologie di condotta sul campo di battaglia, mentre l'impiego di mortai leggeri utilizzabili direttamente dalle fanterie quale artiglieria leggera alle proprie dipendenze, si sposava perfettamente con l'utilizzo delle nuove tattiche che stavano per essere sviluppate.
L'apparire del carro armato sui campi di battaglia stava facendo nascere nuove dottrine (come quelle che sarebbero state sviluppate nel primo dopoguerra da Fuller o da Guderian), che prevedevano non solo l'uso massiccio di mezzi corazzati, ma anche l'impiego delle proprie forze in manovre profonde e veloci. Era evidente che anche le fanterie avrebbero dovuto muoversi velocemente, ed altrettanto rapidamente utilizzare per il proprio appoggio armi in dotazione propria: il mortaio derivato da quello sviluppato da Stokes era perfetto, potendo essere distribuito direttamente alle unità di fanteria che potevano contare su di esso come fosse una piccola artiglieria portatile di pronto ed esclusivo impiego, senza dover richiedere ed attendere un appoggio di fuoco fornito da altre unità (di artiglieria) che spesso non era né tempestivo (doveva essere richiesto risalendo le varie catene di comando) né aderente alle necessità contingenti.
Con la seconda guerra mondiale, si vide l'utilizzo del mortaio da parte di tutti gli eserciti belligeranti secondo le modalità che sono in uso ancora oggi ed il mortaio da fanteria aveva assunto la sua forma definitiva.

## Il mortaio moderno: categorie e tipologie

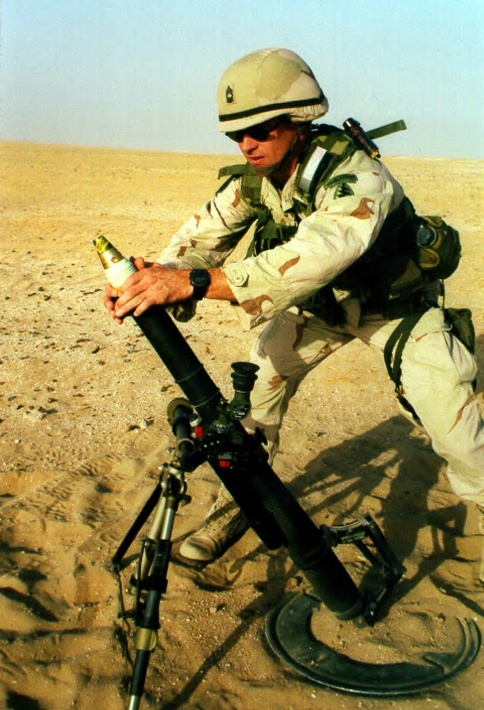
Sergente statunitense carica un colpo da 60 mm in un mortaio M224.

Il mortaio moderno è direttamente derivato dai modelli visti sui campi di battaglia durante la seconda guerra mondiale. È quindi diventato il tipico pezzo d'artiglieria in dotazione diretta alle unità di fanteria, comprese quelle minori, rappresentando "l'artiglieria personale" di cui può disporre il comandante di un battaglione o di una compagnia.
Secondo il livello del reparto in cui è distribuito, il mortaio deve soddisfare esigenze diverse, in termini di leggerezza, portabilità (anche a mezzo di scomposizione del pezzo in più carichi) e gittata (più è grande e di alto livello il reparto, più è necessaria una gittata maggiore per poter appoggiare le unità inferiori). In generale, il mortaio distribuito a livello di squadra/plotone di fanteria, è un mortaio superleggero di calibro normalmente compreso tra 45 mm e 60 mm, costituito semplicemente dalla canna nella cui parte posteriore è fissata la piastra d'appoggio ridotta: il peso è contenuto al massimo permettendo il trasporto da parte di un solo uomo e questo tipo di mortaio viene denominato "commando".
Sempre per mantenere i pesi entro certi limiti, anche i mortai distribuiti a livello di compagnia (se questa è di fanteria leggera) hanno un calibro di 60 mm (come il modello M224 dell'esercito americano) e vengono chiamati mortai leggeri. I mortai medi sono quelli da 81 mm (82 mm per i paesi legati all'ex-Unione Sovietica) che vengono distribuiti a livello compagnia (nel caso di fanteria meccanizzata) o a livello battaglione (nel caso di fanteria leggera). Invece, sono da 120 mm (o da 107 mm per gli eserciti che usano ancora il mortaio precedentemente in dotazione all'esercito USA) i mortai pesanti distribuiti a livello battaglione (nel caso dei meccanizzati) o di reggimento (sia per la fanteria meccanizzata che leggera).
Con l'avvento della meccanizzazione della maggioranza dei reparti di fanteria, anche il mortaio più pesante ha potuto essere largamente distribuito a livelli ordinativi abbastanza bassi: venendo installato su mezzi cingolati o ruotati, quindi venendo a mancare la preoccupazione di costruire i pezzi in modo da essere scomposti in singoli carichi con pesi e dimensioni sicuramente trasportabili a spalla dai fanti, è diventato più conveniente avere mortai di calibro piuttosto elevato.
Inoltre, la meccanizzazione ha fornito spunti anche per teorie di impiego dei mortai che si avvicinano a quelle applicate per l'uso delle artiglierie di supporto alle grandi unità, per cui sono stati sviluppati sia mortai automatici con alte cadenze di tiro, sia mortai di calibro molto superiore alla media, tutti quanti installati su scafi corazzati.
Molto attiva in questo campo è stata la Russia, che ha sviluppato diversi sistemi sulla base di quanto appreso durante la seconda guerra mondiale combattendo contro la Germania, che per prima schierò mortai giganti collocati su piattaforme semoventi cingolate (i sei mortai da 610 mm della serie Gerät 040 costruiti su progetto di Mörser Karl e chiamati Adam, Eva, Thor, Odin, Loki e Ziu) e mortai da fanteria 8 cm Granatwerfer 34 da 81 mm su semicingolato Sd.Kfz. 250/7.
Negli anni sessanta i sovietici misero in campo il mortaio su scafo cingolato da 240 mm 2S4 Tyulpan (M1975) a retrocarica che sparava un proietto a 12 chilometri di distanza con una cadenza di tiro di uno o due colpi al minuto (una cadenza bassa rispetto a mortai di dimensioni inferiori, che riguardava però colpi da 130 kg ognuno). Successivamente entrò in servizio un mortaio ad alta cadenza di tiro (4 colpi in due secondi) da 82 mm sistemato in torretta su veicolo corazzato cingolato MT-LB: il 2B9 Vasilek.
Come la Russia, anche i paesi occidentali del Patto Atlantico hanno sviluppato sistemi automatici per aumentare la cadenza di tiro dei mortai, ma finora, la maggior parte di essi non è stata adottata, rimanendo quindi tali sistemi dei "dimostratori tecnologici" delle capacità delle varie industrie belliche che si sono cimentate in questi sviluppi.
Per contro, i paesi aderenti alla NATO hanno sviluppato molti modelli di mortai ultraleggeri e compatti da utilizzare ai livelli ordinativi più bassi (plotone e squadra di fanteria) e da parte di forze speciali che agiscono impiegando gruppi numericamente ridotti.
Inoltre hanno enfatizzato lo sviluppo di proiettili da mortaio a tecnologia avanzata per massimizzare l'efficacia dei singoli colpi sparati: sono stati sviluppati colpi "cluster" con sub-munizionamento specializzato a seconda dei bersagli da battere, colpi controcarro con autoguida come l'inglese "Merlin" da 81 mm o lo svedese Saab-Bofors Strix da 120 mm nonché colpi autopropulsi per migliorare la gittata.

### Mortai leggeri e tipo "Commando"
Il mortaio leggero è un mortaio da fanteria di dimensioni e pesi contenuti che può essere trasportato anche da un solo uomo ed utilizzato anche dalle unità di fanteria di livello inferiore (squadra e plotone).
Date le limitazioni dimensionali, il calibro di tali armi non è mai superiore ai 60 mm e conseguentemente la gittata massima è ridotta: il mortaio leggero con la portata maggiore è il modello M224 americano (che ha sostituito il precedente M19), che può raggiungere i 3490 metri quando viene usato in modo convenzionale con bipiede, piastra d'appoggio maggiorata e sistema di puntamento, ma in questo caso assume caratteristiche in termini di peso (oltre 25 kg) che lo pongono al limite della categoria dei mortai medi e che impongono di poterlo facilmente scomporre in tre moduli (base, canna, bipiede), uno per persona, per poterlo agevolmente trasportare a spalla. Questo mortaio può essere utilizzato anche in versione alleggerita (solo la canna ed una base d'appoggio ridotta) ed in tal caso può essere trasportato da un singolo fante (in tale configurazione, il M224 non raggiunge i 10 kg).
Il modello M224 è comunque al limite della categoria: i veri rappresentanti del mortaio leggero sono i modelli M2 ed M19 americani, entrambi prodotti a partire dalla seconda guerra mondiale, sempre con canna liscia in calibro 60 mm e diffusi in tutto il mondo. Molto leggeri (circa 13 chilogrammi), dotati di piastra d'appoggio e bipiede, canna molto corta (che consentiva una gittata utile di circa 1000 metri), sono stati usati in combattimento dagli USA a partire dal 1942 ed hanno partecipato alla guerra di Corea ed a quella del Vietnam. Adottati dalla maggioranza degli eserciti occidentali appartenenti alla NATO, sono presenti anche in moltissimi paesi in tutti i continenti, sia negli eserciti regolari che in reparti irregolari.
Simile era anche il mortaio Hotchkiss-Brandt (sempre da 60 mm ed anch'esso a canna liscia) in dotazione ai francesi (lo impiegarono sia nella guerra dell'Indocina che in quella d'Algeria) e che è stato preso come modello per gli stessi M2 e M19 americani e rimasto in servizio fino alla fine degli anni novanta, mentre il mortaio tedesco Granatwerfer Model 1936 da 50 mm della seconda guerra mondiale aveva una base d'appoggio più grande che si protraeva anteriormente in misura sufficiente da rendere superfluo il bipiede (che infatti non era presente né previsto). Altro mortaio leggero era il Brixia Mod. 35 da 45 mm italiano.
A partire dalla seconda guerra mondiale, tale tipologia di mortaio venne distribuita a reparti di fanteria a livello plotone o compagnia, con la progressiva tendenza (a partire dagli anni sessanta) a distribuire questo tipo di mortai leggeri al livello superiore (togliendoli dal livello plotone) e quindi, con il procedere della meccanizzazione dei reparti, a sostituirli con mortai di maggior calibro e peso. Procedendo in tale sostituzione, tornò l'esigenza di supporto di fuoco a tiro curvo per le unità minori: questo ha portato allo sviluppo di lanciagranate agganciabili direttamente al fucile d'assalto in dotazione al fante, nonché allo sviluppo del mortaio tipo "commando".
Il mortaio commando non è altro che un mortaio leggero privato di bipiede e dotato di una base d'appoggio estremamente ridotta, spesso senza dispositivi di mira aggiuntivi: l'arma risultante risulta leggerissima e portabile con facilità anche da singoli soldati inquadrati in piccolissime unità: un esempio è il mortaio austriaco Hirtenberger M6C-210 da 60 mm adottato agli inizi del XXI secolo anche da reparti dell'Esercito Italiano.
La nascita di tale tipologia di mortaio risale alla prima guerra mondiale, in particolare ad alcuni tipi di lanciabombe che vennero utilizzati sul fronte italo-austriaco da entrambe le parti: costruiti quasi artigianalmente sparirono alla fine della guerra.
I primi mortai con le caratteristiche tipiche del tipo "commando" apparvero durante la seconda guerra mondiale e furono gli inglesi da 2 inches (51 mm) L9A1 ed i giapponesi Type 89 da 50 mm: entrambi in dotazione alle rispettive forze armate erano distribuite fino a livello di squadra. Gli inglesi, in particolare, ne continuano a mantenere in dotazione una versione migliorata (il modello L1) distribuita a livello di plotone.
Attualmente sono armi in dotazione soprattutto alle forze speciali per le loro specifiche necessità nel campo del proprio supporto di fuoco indiretto.

### Mortai medi da fanteria
È la tipologia che maggiormente rappresenta il mortaio da fanteria propriamente detto.
Viene distribuito a livello compagnia o battaglione e la sua forma è ormai cristallizzata sul modello del mortaio Hotchkiss-Brandt che a sua volta deriva da quello che Stokes realizzò nel 1915: piastra di appoggio a cui è unita la canna (normalmente ad anima liscia) sostenuta da un bipiede.
Può essere scomposto in tre carichi, permettendo il trasporto a spalla da parte di altrettanti uomini.
Il calibro di queste armi si è ormai stabilizzato sugli 81 mm per quelle in dotazione agli eserciti occidentali e sugli 82 mm per quelle costruite nei paesi legati all'ex Patto di Varsavia: quindi la potenza del colpo e la cadenza di tiro sono sufficientemente elevate da consentire un appoggio di fuoco efficace, la gittata è quella necessaria a consentire di battere bersagli nell'area di interesse di una unità a livello compagnia/battaglione (da 3 000 a 6 000 metri, secondo i modelli ed i munizionamenti adottati) rimanendo comunque di dimensioni e pesi "gestibili" anche da unità di fanteria leggera.

### Mortai pesanti
Il mortaio pesante è attualmente l'elemento che fornisce il maggiore supporto di fuoco autonomo inquadrato nelle unità di fanteria.
Mentre lo sviluppo dei mortai medi e leggeri si svolse in buona parte in Gran Bretagna e in Francia (con le altre nazioni che copiavano, miglioravano o producevano su licenza quello che queste forze armate mettevano in servizio e ne mutuavano la dottrina di impiego) i mortai pesanti furono un'invenzione sovietica degli anni trenta, che sostituiva le grosse bombarde della prima guerra mondiale con armi maneggevoli ed affidabili. Provocarono un certo shock nei primi mesi dell'operazione Barbarossa, durante la seconda guerra mondiale, e soprattutto durante la battaglia alle porte di Mosca, tanto che tedeschi ed italiani ne ordinarono modelli simili (quello tedesco, in pratica una copia conforme, fu l'unico ad entrare in servizio) e misero affrettatamente in servizio tutti gli esemplari che riuscirono a catturare.
Il calibro è generalmente di 120 mm sia negli eserciti dei paesi NATO che dei paesi facenti capo all'ex blocco sovietico (Patto di Varsavia): anche gli Stati Uniti d'America che precedentemente utilizzavano il mortaio a canna rigata M30 da 107 mm (4,2 inches) hanno adottato il modello a canna liscia M120 da 120 mm uniformandosi a quanto utilizzato in altre nazioni.
Pur esistendo mortai di calibro maggiore, come i 240 mm utilizzati dai sovietici ed i 160 mm utilizzati sia da russi che da israeliani, questi sono usati maggiormente come pezzi d'artiglieria veri e propri, inquadrati in unità autonome per usi particolari.
La morfologia del mortaio pesante ricalca quella del mortaio medio da fanteria, anche se le maggiori dimensioni ed il maggior peso, oltre alla meccanizzazione integrale degli eserciti moderni, ha portato a sviluppare mortai che tendono a differenziarsi dal tipico mortaio da fanteria, sostituendo il bipiede con carrelli ruotati che permettono il traino meccanico del mortaio già composto (come è il caso del Brandt Thomson MO-120-RT-61) oppure sostituendo la piastra di appoggio direttamente con il pianale del veicolo (soprattutto se corazzato) che lo trasporta ed impiega: le unità meccanizzate utilizzano infatti veicoli corazzati derivati dai veicoli trasporto truppa appositamente modificati per l'utilizzo da bordo del mortaio pesante (come è il caso del veicolo portamortaio M106 derivato dal VTT M113).

### Mortai spigot

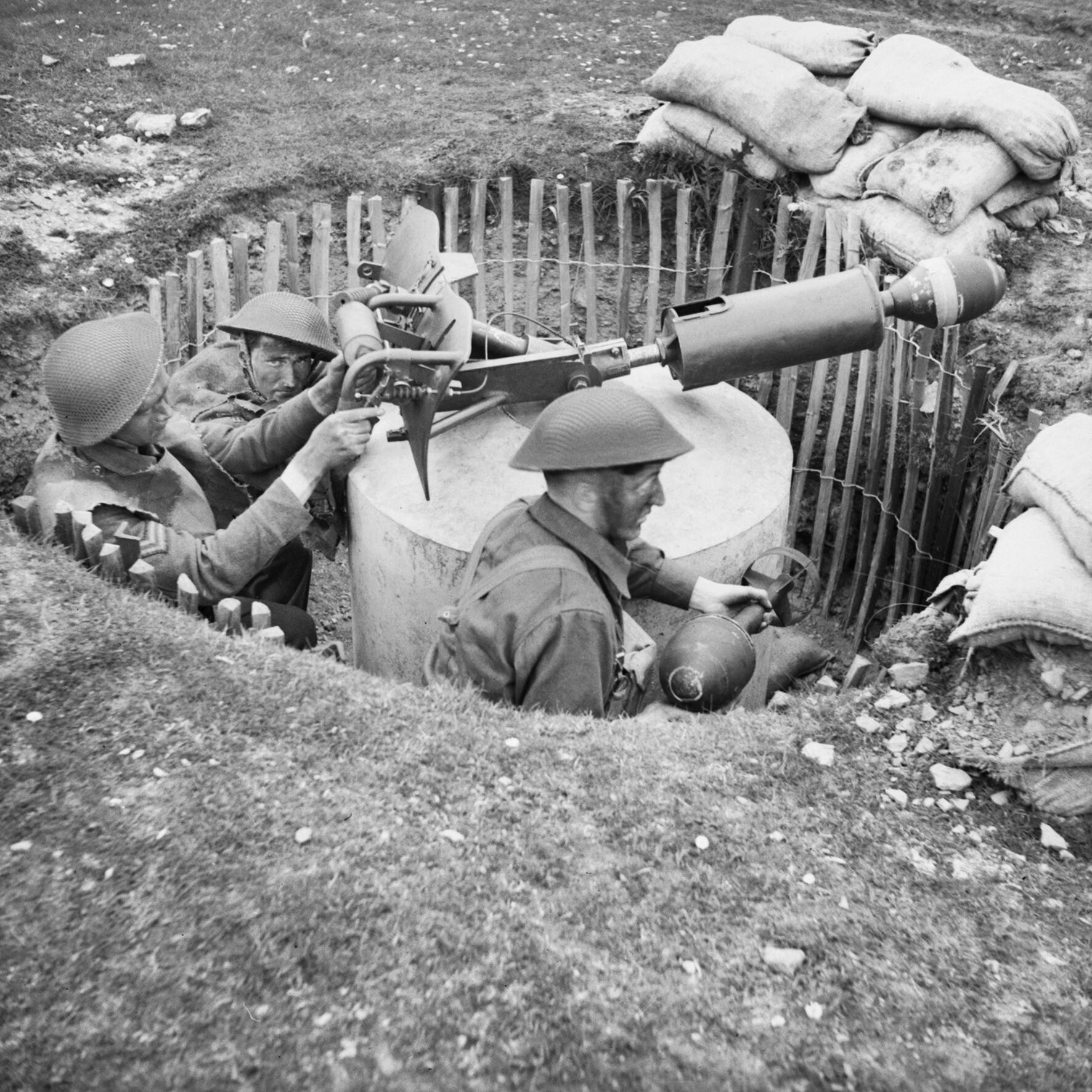
Soldati della Home Guard britannica con uno spigot Blacker Bombard, 1943.

Il mortaio spigot è un particolare tipo di mortaio la cui canna è costituita da un tubo pieno, intorno al quale si inserisce il codolo cavo del proiettile, invertendo quindi la normale disposizione granata-mortaio. All'estremità superiore del codolo cavo del proiettile è situata la carica propellente, solitamente cordite. Il sistema di sparo, alla base della canna del mortaio, attiva la carica di lancio tramite un lungo percussore inserito all'interno della canna.
Il vantaggio offerto dal mortaio spigot consiste in piastra e canna più leggere di un mortaio convenzionale, a parità di potenza e gittata. Inoltre era di più semplice realizzazione. Inoltre, non avendo una canna in senso convenzionale, uno stesso mortaio spigot può lanciare munizioni di diverso diametro e peso.
Uno svantaggio era invece la riduzione di carico utile sul proietto a causa dello spazio sottratto sulla bomba per accogliere la canna del mortaio. L'aumento del peso e della complessità dei proietti quindi vanificava la riduzione di peso guadagnata dalla semplificazione del pezzo d'artiglieria.
I mortai spigot sono caduti pressoché in disuso dopo la seconda guerra mondiale, sostituiti dai mortai convenzionali. Le applicazioni militari del mortaio spigot includono:
- Petard: mortaio pesante a petardo da demolizione da 290 mm, equipaggiava il carro armato del genio Mk IV Churchill AVRE, usato dal British Army nella seconda guerra mondiale[2].
- Type 98: mortaio calibro 320 mm usato dall'Esercito imperiale giapponese nella battaglia di Iwo Jima e quella di Okinawa.
- lanciabombe anticarro Blacker Bombard e PIAT: usati dai britannici nella seconda guerra mondiale.
- Porcospino o Hedgehog: lanciabombe di profondità multiplo, basato su 24 mortai spigot, installato sul ponte delle navi.

### Mortai particolari
Possono essere catalogati mortai particolari quelli che, per modalità d'impiego o per tipologia, si discostano da quanto descritto per i vari tipi di mortai terrestri da fanteria.
In campo terrestre sono da menzionare i mortai di grosso calibro (160 mm o 240 mm) sia per la loro ridotta diffusione (sono impiegati solamente nei paesi dell'ex Patto di Varsavia, da Israele e dai paesi scandinavi), sia per il tipo d'impiego (utilizzando proiettili molto pesanti, necessitano di un supporto logistico che ne preclude l'impiego quando inquadrato nelle unità base di fanteria, per cui questi pezzi sono inquadrati in unità autonome con criteri di utilizzo molto simili a quelli dell'artiglieria convenzionale) che per il fatto di essere anche concepiti per l'utilizzo di munizionamento nucleare tattico (almeno nel caso dei mortai di origine sovietica).
In campo navale sono state usate diverse armi antisommergibile basate sul concetto di mortaio, soprattutto durante la seconda guerra mondiale: ne sono un esempio l'Hedgehog anglo-americano, i successivi Squid e Limbo, oltre ai sistemi Bofors del dopoguerra.

## Morfologia del tipico mortaio da fanteria
Il tipico mortaio da fanteria è direttamente derivato dal modello di Wilfred Stokes del 1915. 
L'arma è composta da quattro parti principali:
- canna
- piastra d'appoggio
- bipiede di sostegno
- congegno di puntamento

La canna è un semplice tubo metallico con una delle due estremità aperta (chiamata "bocca" o "volata") e l'altra chiusa (chiamata "blocco di culatta"). Essa svolge le tipiche funzioni di ogni canna: 
- fornire l'ambiente in cui possa bruciare/detonare la carica di lancio per poter sparare il proietto
- fornire la direzione per indirizzare il proietto sparato, costringendolo a percorrere l'anima della canna per la sua lunghezza nella sua prima fase di accelerazione.

All'uscita dalla volata, la stabilità del proiettile nella fase balistica di volo, è assicurata dalla forza aerodinamica che si genera sulle alette di coda presenti nel codolo del proiettile stesso nel caso di mortai a canna liscia, mentre nei proietti lanciati da armi a canna rigata, la stabilità è generata dall'effetto giroscopico impresso dalle scanalature elicoidali presenti nell'anima della canna: in questo caso non sono presenti alette sul codolo del proiettile che altrimenti si destabilizzerebbe durante la percorrenza della sua traiettoria.
Nel fondello (altro modo "gergale" con cui viene chiamata la parte posteriore della canna), sono presenti: 
- all'interno, un percussore fisso o mobile a seconda dei modelli
- all'esterno, un perno che spesso è di tipo "uniball", il quale permette un'alta rapidità sia nelle azioni di alzo e brandeggio sia nelle azioni di composizione/scomposizione del pezzo per il trasporto manuale in più carichi. Se il percussore presente all'interno è mobile, all'esterno si trova anche il meccanismo che permette di agire sul percussore medesimo.

Nel mortaio, il rinculo generato dallo sparo del proietto, viene assorbito dalla piastra d'appoggio che viene appoggiata sul terreno, nel quale, colpo dopo colpo, tende ad affondare se posto su un suolo cedevole.
La piastra è costituita da una superficie metallica piuttosto spessa di forma circolare o rettangolare. Su una delle due facce (quella superiore) è presente un dispositivo a cui incastrare il blocco di culatta della canna (normalmente si tratta del ricettacolo "femmina" del perno "uniball" presente sulla parte posteriore della canna stessa), mentre sulla faccia opposta (quella inferiore che viene appoggiata al terreno) sono presenti scanalature sporgenti o piccoli "vomeri" che assicurano una maggiore "presa" sul terreno, e quindi una maggiore stabilità dell'arma in fase di sparo.
Il bipiede serve soprattutto per la stabilità della canna che, altrimenti, sarebbe appoggiata solo sulla piastra. Inoltre è fondamentale per i movimenti di brandeggio ed elevazione, in quanto il bipiede è fornito di meccanismi a "vite continua" per variare in modo preciso alzo e direzione agendo sulle relative manopole di regolazione.
Sempre sul bipiede, viene posto anche il sistema di puntamento (che è asportabile e generalmente trasportato dal "capopezzo"), costituito da un traguardo ottico a sua volta dotato di regolazioni manuali per le correzioni fini del tiro, sia sul piano verticale che orizzontale.

## Tipi di proiettili da mortaio

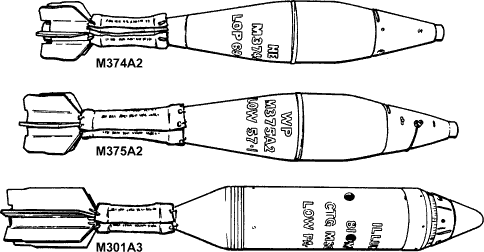
Proiettili per mortaio americano a canna liscia M29 da 81 mm

I proiettili da mortaio sono di foggia diversa a seconda siano destinati a mortai a canna liscia o a mortai a canna rigata.
Nel caso di proiettili destinati a mortai a canna liscia, la loro forma ricorda quella di un pesce: il corpo principale è costituito da un cilindro affusolato contenente il carico esplosivo, la parte anteriore è un cono costituito dalla spoletta (a tempo, a pressione o di prossimità), mentre la parte posteriore è sostanzialmente un cilindro (chiamato codolo) di diametro decisamente minore rispetto a quello del corpo principale a cui si unisce e presenta posteriormente una serie di alette poste a raggiera che servono per la stabilizzazione del proietto in volo. 
Tra le alette ed il corpo principale, il codolo presenta normalmente dei fori: infatti la carica di innesco è collocata all'interno del codolo del proietto, all'esterno del quale, nella zona tra le alette ed il corpo principale, se necessario, vengono poste cariche aggiuntive a forma di "U" o a ferro di cavallo, oppure anche sotto forma di sacchetti "piani" contenenti la carica di lancio che vengono avvolti attorno al codolo stesso. Attraverso i fori presenti nel codolo passano i gas caldi generati dalla detonazione dell'innesco che accenderanno la carica di lancio stessa.
In alcuni tipi di proiettili, non c'è spazio tra le alette di stabilizzazione ed il corpo principale, per cui la carica di lancio aggiuntiva è sagomata a "V" e viene posta direttamente tra due alette contigue, tra le quali sono presenti i fori sul codolo che servono per l'accensione della carica.
Esistono anche colpi che non prevedono l'utilizzo di cariche aggiuntive (e non presentano nemmeno i fori di sfiato sul codolo) e l'unica carica di lancio utilizzata è quella presente direttamente all'interno del codolo stesso: questo genere di colpi è generalmente limitato all'utilizzo di colpi da addestramento (inerti o meno) o all'utilizzo in mortai leggeri (o commando) per i quali sono sufficienti brevi gittate e proiettili leggeri.
Nel caso dei mortai a canna rigata, i proietti utilizzati mancano completamente del codolo (come nel caso dei proiettili per il mortaio americano M30 da 107 mm, in cui il codolo è sostituito da un "vitone" contenente l'innesco che trattiene le cariche aggiuntive a forma di "fogli" quadrati) oppure, pur avendolo, è di dimensioni ridotte e manca delle alette stabilizzatrici (come nel caso del munizionamento previsto per il mortaio francese Thompson-Brandt MO120 RT61). In diversi casi, inoltre, tale munizionamento presenta sulla circonferenza del corpo principale, degli "inviti" elicoidali per la rigatura presente nella canna (come utilizzato sul già menzionato MO120 RT61 francese).
Sia nel caso di munizionamento per mortai a canna liscia che a canna rigata, i proietti moderni sono dotati di un "anello di tenuta" attorno al corpo principale. Questo anello è costituito da materiale plastico termo-espansivo che al momento della deflagrazione della carica di lancio si dilata a causa dell'improvviso aumento di temperatura, garantendo la tenuta dei gas dietro al proiettile dentro la canna. In questo modo, pur potendo infilare facilmente dalla bocca il proietto che, per gravità, potrà scendere agevolmente nella canna, il rendimento della carica di lancio è ottimale per ottenere le migliori prestazioni balistiche in termini di gittata.
Il tipo di munizionamento utilizzato nei mortai (sia a canna liscia che rigata) copre diverse esigenze e quello più convenzionale può essere:
- esplosivo ad alto potenziale
- fumogeno
- fumogeno-incendiario
- illuminante

A queste tipologie, si affiancano tipi di munizionamenti particolari o speciali: munizionamento cluster con submunizioni, munizioni controcarro guidate a distanza o autoguidate (come il Merlin o lo Stryx), munizionamento contromisure antiradar o illuminante IR.

## Sviluppi in corso e futuri
Gli sviluppi del mortaio sono legati a due esigenze antitetiche sviluppatesi assieme all'evoluzione tecnologica delle unità da combattimento: la prima riguarda la necessità di aumentare il volume di fuoco in maniera sensibile, soprattutto per le unità meccanizzate e corazzate, mentre la seconda riguarda la necessità di colpire con precisione ed efficacia bersagli singoli (quindi non solo "d'area" come normalmente ingaggiati) anche nel caso fossero particolarmente "duri", come bunker o singoli mezzi corazzati.